# Fragmentation d'un solide
La fragmentation des solides (ou comminution) est la réduction – par un procédé industriel ou de laboratoire – de matières solides en éléments ou particules de taille inférieure et de granulométrie déterminée.

## Classification
Selon les dimensions souhaitées, les méthodes suivantes sont habituelles : ,
| Méthode de fragmentation | Type de broyage   | Dimensions approximatives souhaitées |
| ------------------------ | ----------------- | ------------------------------------ |
| Concassage               | Broyage grossier  | 2 – 20 mm                            |
| Broyage                  | Broyage           | 0,1 – 2 mm                           |
| Pulvérisation            | Broyage fin       | < 0,1 mm                             |
| Micronisation            | Broyage ultra-fin | 10 – 500 µm                          |

Selon la structure du produit à fragmenter, les méthodes sont les suivantes :
| Méthode de fragmentation                                           | Produit à fragmenter                                           |
| ------------------------------------------------------------------ | -------------------------------------------------------------- |
| Défibrage ou effilochage                                           | Matières fibreuses (naturelles, artificielles et synthétiques) |
| Déchiquetage                                                       | Matières flexibles                                             |
| Découpage (par laser, par jet d'eau, par oxydation, par plasma...) | Plaques (tôle, papier, carton, mousse…)                        |

## Procédé
La fragmentation des solides peut avoir lieu : 
- en continu ou en discontinu ;
- en circuit ouvert (produits passant une seule fois dans un broyeur donné) ou en circuit fermé (produits contrôlés dès leur sortie du broyeur avec retour à l’entrée de ce dernier des fragments insuffisamment réduits) ;
- par voie humide (utilisée lorsque le produit se présente à l’état mouillé ou s'il sera utilisé humide) ou par voie sèche (préférée si le produit doit ensuite être séché, et également pour éviter son agglomération)[2] ;
- à température ambiante ou accompagnée d'un refroidissement :

| Méthode de refroidissement | Température inférieure à                                  |
| -------------------------- | --------------------------------------------------------- |
| Réfrigération              | La température de l'environnement                         |
| Congélation                | La température de solidification de l'eau : 0 °C          |
| Surgélation                | −35 °C                                                    |
| Cryogénie                  | La température de liquéfaction des gaz de l'air : −150 °C |

La fragmentation des solides est souvent suivie par une étape de tamisage (criblage) améliorant la granulométrie du produit.

## Concasseurs versus broyeurs
Le tableau suivant compare les concasseurs aux broyeurs.
| Équipement | Mécanisme                                                                        | Mode d'action                               | Taille des fragments finis | Rapport de réduction | Conditions d'utilisation en minéralurgie |
| ---------- | -------------------------------------------------------------------------------- | ------------------------------------------- | -------------------------- | -------------------- | ---------------------------------------- |
| Concasseur | Une surface mobile s'approche d'une surface fixe                                 | Fragmentation par compression – écrasement  | > 1 cm                     | Faible : 4 - 10      | Généralement à sec                       |
| Broyeur    | Une chambre de révolution contient le produit à fragmenter et des corps broyants | Fragmentation par chocs et par cisaillement | < 1 mm                     | Élevée : > 20        | Généralement sous eau                    |